# Guerra dos Dez Anos
A Guerra dos Dez Anos (em castelhano:  Guerra de los Diez Años) (1868–1878), também conhecida como Grande Guerra ou Guerra de '68, foi um confronto militar que começou em 10 de outubro de 1868 quando o empresário Carlos Manuel de Céspedes e seus seguidores declararam a independência de Cuba, que era colônia da Espanha. Esta foi o primeiro de três conflitos que visavam a secessão cubana do império espanhol, sendo seguida pela Pequena Guerra (1879–1880) e pela Guerra de Independência Cubana (1895–1898). O último grande conflito na região fez parte da Guerra Hispano-Americana.
O conflito, apesar de malsucedido em trazer independência a Cuba, serviu para aumentar a animosidade do povo cubano para com os espanhóis. Seguiu-se uma trégua tênue de dezessete anos antes que combates em larga escala voltassem a ocorrer. É estimado que pelo menos 300 mil pessoas perderam a vida na guerra.